# Charles Rollier
Charles Rollier (* 27. September 1912 in Mailand; † 15. Mai 1968 in Genf) war ein Schweizer Künstler italienischer Herkunft. Er wird oft als Vertreter der informellen Malerei bezeichnet, der jedoch seinen eigenen persönlichen Stil fand.

## Leben und Werk
Charles Rollier wurde 1912 in einer Waldenser-Familie in Mailand geboren. Sein Vater war Industrieller. Seine künstlerische Ausbildung begann 1930 an der Kunstakademie von Brera in Mailand.
Im Frühling 1938 floh Rollier vor den italienischen Faschismus und zog nach Basel. Dort lernte er Georg Schmidt, Leiter des Kunstmuseum Basel, kennen. Schmidt vermittelte Roellier Kontakte zu den Basler Maler, so u. a. zu Coghuf. Charles Rollier lebte von 1938 bis 1940 in Paris und freundete sich mit dem Maler Gustav Bolin an. Diesem folgte er nach Mirmande in das Département Drôme, um vor der deutschen Besatzung zu fliehen. In Mirmande begegnete er Alexandre Garbell, mit dem er immer im Kontakt blieb.
1941 fürchtete sein Vater die Gefahr des Krieges und Rollier kehrte in die Schweiz zurück und zog nach Genf. Dort besuchte er häufig die von Künstlern und Intellektuellen frequentierten Cafés und freundete sich mit Alberto Giacometti und Roger Montandon an. Rollier heiratete 1942 Alice Vincent und liess sich zwei Jahre später scheiden. Am 5. Oktober 1946 heiratete er Gisèle Bachmann. Im gleichen Jahr stellte er zusammen mit Arnold D’Altri, das erste Mal in der Galerie Georges Moosin Genf aus. Obwohl der Verkauf schwierig war, wurde er von bekannten Künstlern wie Tristan Tzara oder Constant Rey-Millet anerkannt, und begegnete dem Kunstkritiker Pierre Courthion, der ein guter Freund und grosser Bewunderer seines Werks wurde. 
Charles Rollier lernte die Maler der sogenannten neuen Pariser Schule kennen. So Jean Bazaine, Charles Lapicque und Nicolas de Staël, mit dem er sich eng befreundete. Rollier war zudem sehr an den Arbeient von Pierre Tal-Coat interessiert. 

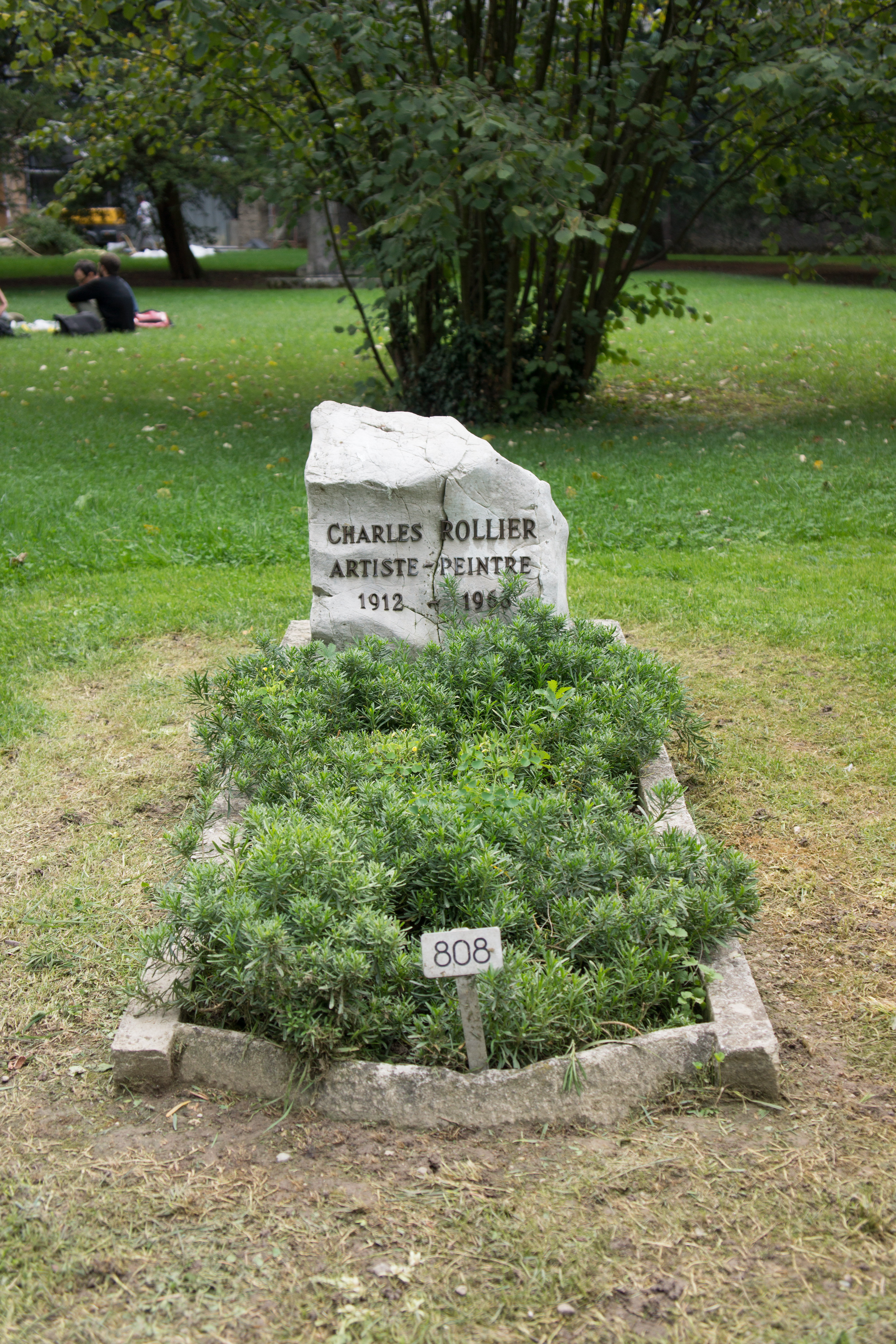
Rolliers Grab

Ab 1948 nahm Rollier für drei folgende Jahre am Salon de Mai in Paris teil. Bis 1952 wohnte er zwischen Genf und Paris und verbrachte seine Sommer in Torre Pellice (Piemont), wo das Haus der Familie steht. In Paris sah er regelmässig Courthion und de Staël. Zudem lernte er Hans Hartung, Raoul Dufy, Nino Franchina, und Marie Raymond kennen. Charles Rollier wurde von der Galerie du Siècle (Paris) ausgestellt sowie im Helmhaus (Zürich) für die Künstlergemeinschaft « Réveil ». Auch studierte er Husserls Phänomenologie und die Produktion der byzantinischen Kultur.
1952 zog sich Rollier endgültig nach Genf zurück, wo er, von da ab, mit seiner Frau und seinen beiden Kindern lebte. Er richtete sein Atelier in der Nähe von seiner Wohnung in Chêne-Bourg ein, wo er den Grossteil seines Werkes schuf. Er nahm an zahlreichen Ausstellungen teil (in der Schweiz, in Frankreich, in Italien, in Grossbritannien, in Deutschland, in Dänemark und in Japan) und zeigte grosses Interesse an verschiedenen philosophischen und religiösen Traditionen, wie dem Zen-Gedanken, dem Buddhismus, dem Sufismus, dem Shaktismus, dem romantischen Mystizismus von Hölderlin, den christlichen Mystikern und auch für die künstlerischen orientalischen Traditionen, wie indische und chinesische Kunst (Lobue 1984; 1985). Der aus Genf stammende Maler Jean-François Liegme wurde u. a. von Rolliers Arbeiten beeinflusst.
Ab 1955 fand Charles Rollier seine eigene malerische Sprache. 1958 vertrat er die Schweiz an der Biennale von Venedig. Für die Schweizer Kunst des 20. Jahrhunderts, der Nationalausstellung von 1964, schuf er das Plakat. Er stellte dort drei seine Werke aus. Er wird als einer der bedeutendsten Künstler der Entwicklung der Schweizer Kunst des Jahrhunderts gesehen.
Seine Produktion endete am 15. Mai 1968, als er einem Herzinfarkt erlag. Rollier ist auf dem Cimetière des Rois (deutsch Friedhof der Könige) begraben, der als Genfer Panthéon gilt.